# Guillermo Seoane
Guillermo Alejandro Seoane Avellafuertes (Lima, 25 de junio de 1848 - ibídem, 16 de mayo de 1924) fue un diplomático, jurista y político peruano.

## Biografía
Hijo de Buenaventura Seoane (periodista y diplomático) y María Avellafuertes. Se trasladó a París para cursar estudios allí, pero no los terminó, pues pasó a la legación peruana en Brasil, como adjunto y 2.° secretario, sucesivamente. Al instalarse la dictadura del coronel Mariano Ignacio Prado, todos los cargos diplomáticos en el extranjero fueron destituidos, por lo que Guillermo debió retornar a Lima en 1866. 
Ingresó en la Universidad de San Marcos y se graduó como bachiller (1867), licenciado y doctor en Letras (1869). Se dedicó a la docencia, como catedrático de Literatura Antigua y Extranjera y luego de Literatura Francesa e Inglesa, desde 1871. También fue profesor de francés en el Colegio Nacional Nuestra Señora de Guadalupe.
Asistió a la asamblea de prominentes ciudadanos donde se acordó la fundación de la Sociedad Electoral de Independientes, que después adoptó el nombre de Partido Civil (24 de abril de 1871), con el propósito de lanzar la candidatura presidencial de Manuel Pardo y Lavalle
En 1872 se recibió de abogado. En 1874 fue elegido secretario de la Facultad de Letras y en 1878 se graduó de doctor en Jurisprudencia. Pasó a ser miembro del Concejo Municipal de Lima, y ejercía ese cargo en el momento de estallar la Guerra del Pacífico, en 1879. Al producirse la captura del monitor Huáscar, impulsó una colecta nacional para comprar otra nave de guerra. Era alcalde accidental cuando se produjo el golpe de Estado de Nicolás de Piérola. Aunque políticamente era opuesto a este caudillo, firmó el acta por la cual se le elevaba a la “suprema magistratura”. Piérola aceptó el poder bajo la denominación de "Jefe Supremo de la República" (23 de diciembre de 1879).
Durante la defensa de Lima, amenazada por el avance chileno, se enroló como soldado en el Batallón de Infantería N.º 2, comandado por Francisco Javier Mariátegui, y luchó en la batalla de Miraflores (15 de enero de 1881). 
Pasó a Bolivia como primer secretario de la legación acreditada en dicho país, la cual estaba encabezada por Manuel María del Valle (1882). Cuando este tuvo que volver al Perú para incorporarse al Congreso instalado en Arequipa, Seoane pasó a ser encargado de negocios (1883).
A solicitud del presidente Lizardo Montero, viajó a Lima, con la misión de negociar con los chilenos la firma de la paz, pero como estos solo reconocían como gobierno legal al de Miguel Iglesias, apresaron a Seoane y lo mantuvieron cautivo hasta la firma del Tratado de Ancón, en octubre de 1883.
En 1885 viajó a Chile como representante de los comerciantes franceses perjudicados por los abusos de la ocupación chilena en el Perú, elevando este caso ante un Tribunal Arbitral. De vuelta al Perú, se consagró a su profesión de abogado. 
Durante el primer gobierno del general Andrés A. Cáceres fue nombrado ministro de Justicia, Instrucción y Culto, el 4 de abril de 1889, pero renunció a principios de 1890 al ser nombrado ministro plenipotenciario en Brasil. Negoció allí un Tratado de Comercio y Navegación, que reconoció el libre tránsito en los ríos compartidos por ambos países, así como el establecimiento de una aduana mixta en Tabatinga. 
Reteniendo su cargo de ministro plenipotenciario en Río de Janeiro, pasó con igual investidura a Buenos Aires y Montevideo (1892-1893). Retornó luego a Brasil y renunció a su función diplomática el 22 de diciembre de 1894. 
Nuevamente en el Perú, se alejó del Partido Civil, en protesta por el pacto que esta agrupación hizo con el Partido Demócrata o pierolista. Luego se hizo militante de la Unión Cívica de Mariano Nicolás Valcárcel, pero igualmente acabó por alejarse de dicha organización 
Fue elegido diputado por la provincia de Chancay (1901-1906) y fiscal de la Corte Suprema (1903). 
Pasó luego a ser ministro plenipotenciario en Santiago de Chile (1907-1908). Allí polemizó con el canciller chileno Federico Puga Borne, defendiendo los puntos de vista del Perú sobre el plebiscito de Tacna y Arica, cuya realización se había aplazado desde 1893. Propugnó que el derecho de voto plebiscitario recayera únicamente sobre los nativos de dichas provincias, excluyendo a los inmigrados. Ello implicaba que podrían participar los tacneños y ariqueños que vivieran fuera de dichas provincias. Frente a ello, Puga propuso que el derecho a voto fuera solo para los residentes, es decir, quienes tuvieran domicilio en dichas provincias (incluyendo, por tanto, a los chilenos que se habían instalado en ellas). Tampoco se pudo conciliar en otros puntos. Al final, el único resultado de esta polémica fue un recrudecimiento de la desalmada política de chilenización sobre Tacna y Arica.
Terminada su misión en Chile, Seoane se consagró a la magistratura y la docencia universitaria.

## Publicaciones
- Los verbos irregulares del idioma francés (1869)
- La revolución de julio (1873), crónica de la sangrienta rebelión de los coroneles Gutiérrez.
- Explicación de las leyes municipales, constitucional y electoral (1876)
- Tribunales de arbitraje. Contramemorándum sobre algunas reclamaciones francesas, presentado al tribunal franco-chileno (Santiago de Chile, 1885)
- Códigos penal y de enjuiciamientos en materia penal, anotados...  (1889)
- Manual práctico y formulario del notario público (1900)
- Exposición... en defensa del ex ministro de Hacienda Dr. D. Mariano A. Belaúnde (1901)
- Código civil anotado...  (1902)
- Comunicaciones cambiarias entre las cancillerías de Chile y el Perú sobre la cuestión de Tacna y Arica (1905 a 1908) (Santiago de Chile, 1908)
- Apuntes sobre historia crítica de la literatura antigua... (1915)
- Dictámenes fiscales... con importantes apéndices (en dos volúmenes, 1919-1920).

## Descendencia
Fue padre de Manuel Seoane Corrales (1900-1963), periodista y político, dirigente del partido aprista; y de Edgardo Seoane Corrales (1903-1978), ingeniero agrónomo y político acciopopulista, vicepresidente de la República de 1963 a 1968 y presidente del Consejo de Ministros en 1967.